# Single numer jeden w roku 2018 (USA)

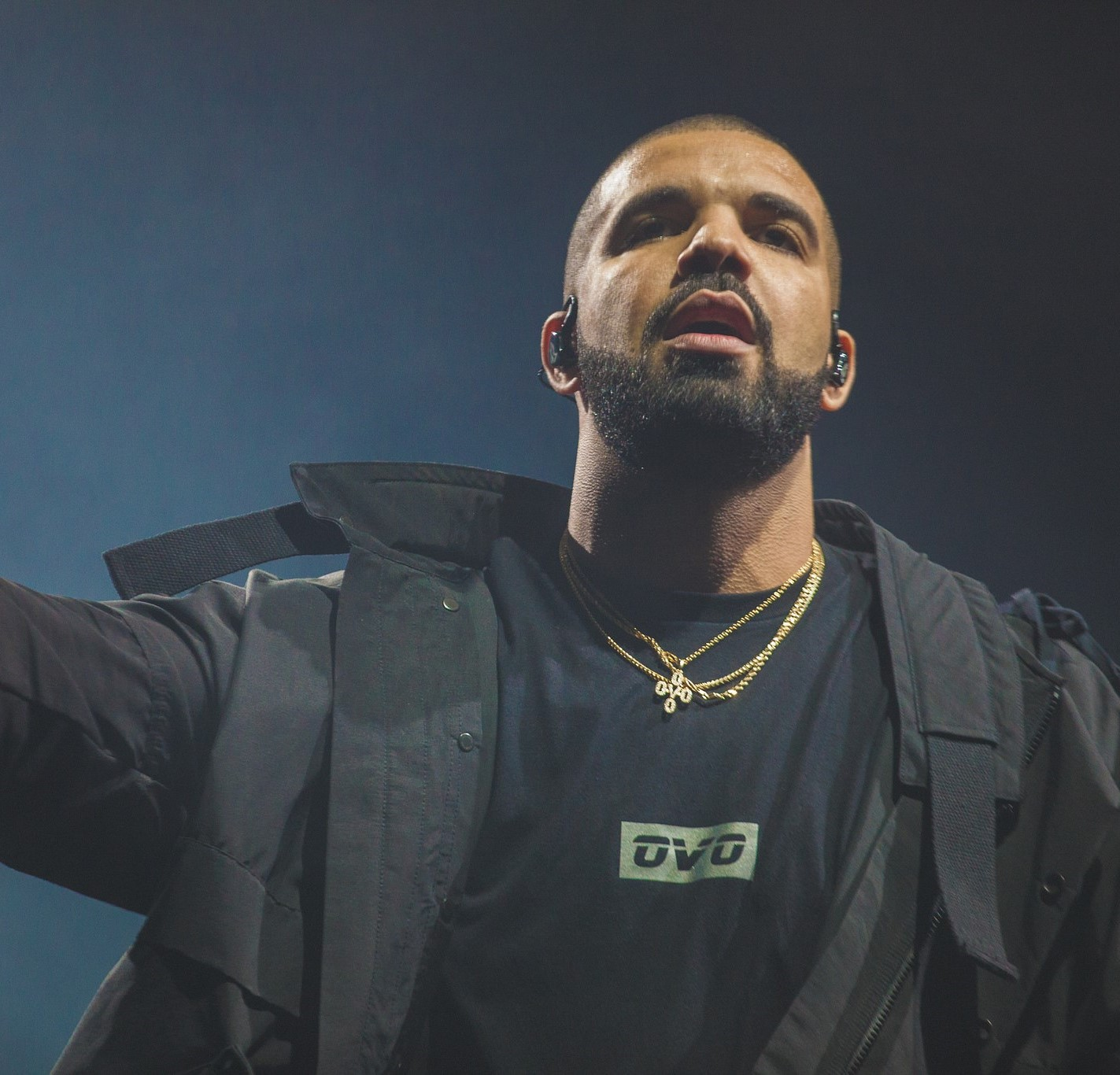
Singel kanadyjskiego rapera Drake’a, zatytułowany „God’s Plan” został dwudziestym dziewiątym utworem w historii Hot 100, który zadebiutował na miejscu pierwszym.

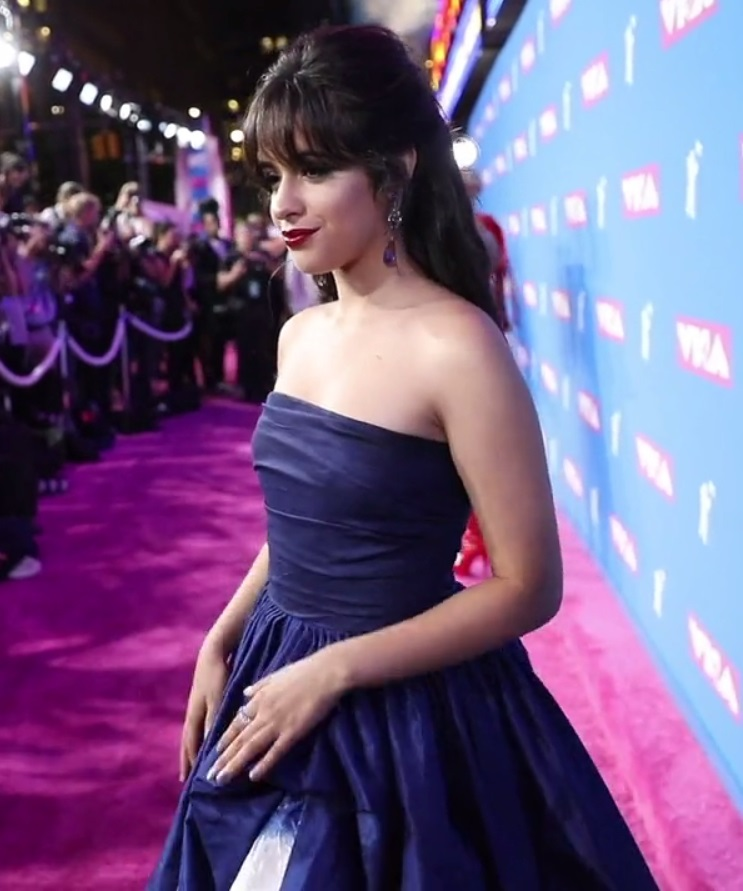
„Havana” jest pierwszym singlem Camili Cabello, który znalazł się na szczycie listy Hot 100. W tym samym tygodniu jej album Camila zadebiutował na liście Billboard 200.

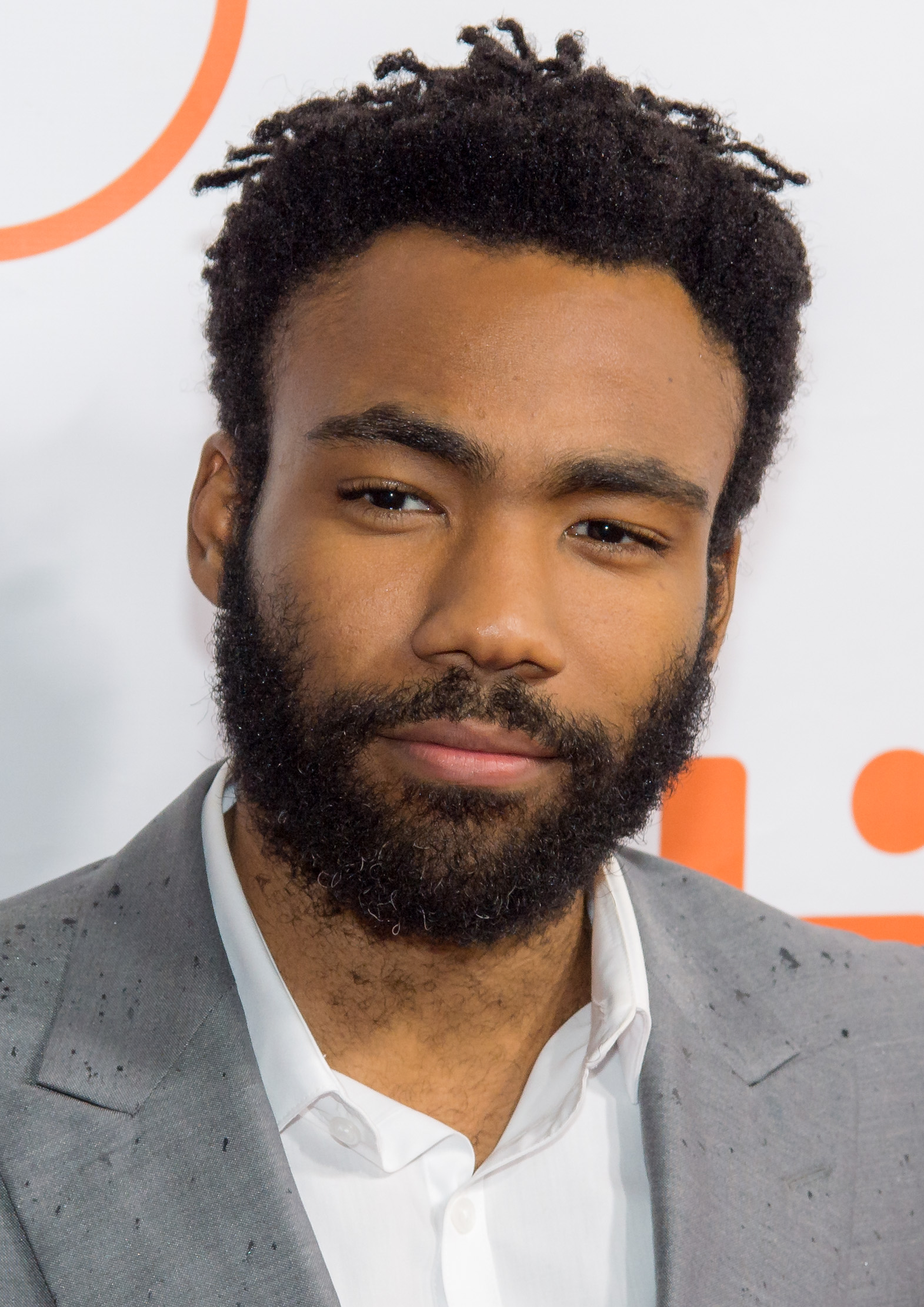
Childish Gambino to drugi aktor jako laureat nagrody Emmy, który został zamieszczony na miejscu pierwszym Hot 100 z singlem „This Is America”.

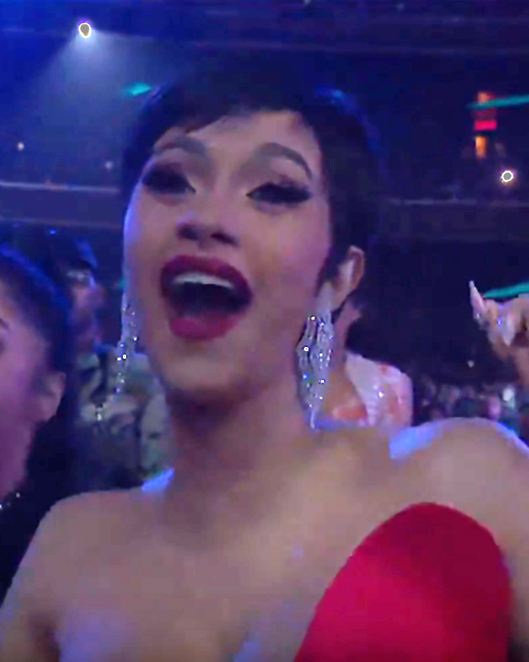
W 2018, Cardi B stała się pierwszą raperką na świecie, która posiada trzy „numery jeden” w notowaniu Hot 100.

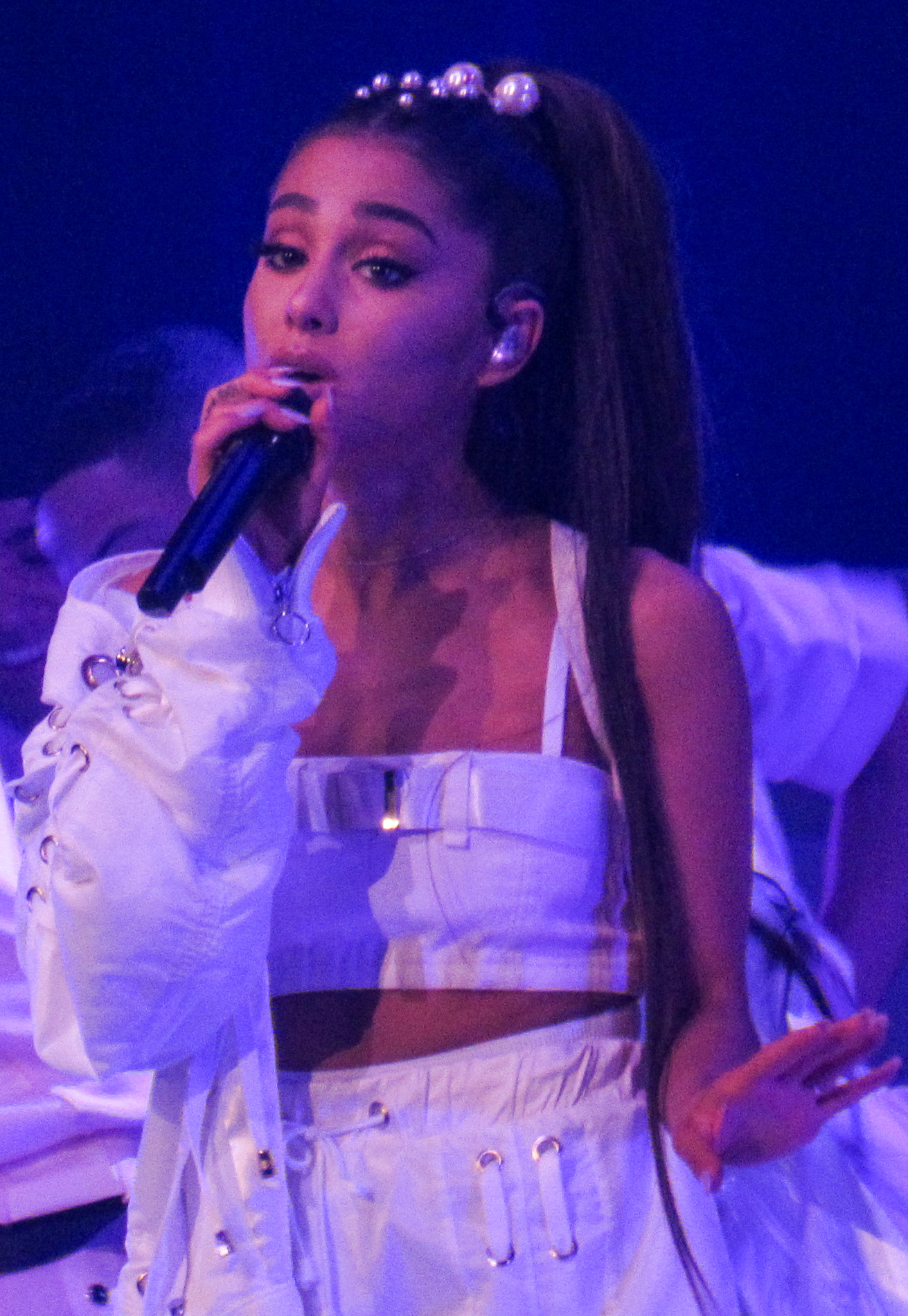
Pierwszy singel „numer jeden” Ariany Grande, „Thank U, Next”, pozostawał na szczycie Hot 100 przez sześć tygodni.

Notowanie Hot 100 przedstawia najlepiej sprzedające się single w Stanach Zjednoczonych. Publikowane jest ono przez tygodnik „Billboard”, a dane kompletowane są przez Nielsen SoundScan w oparciu o cotygodniowe wyniki sprzedaży cyfrowej oraz fizycznej singli, a także częstotliwość emitowania piosenek na antenach stacji radiowych.
W 2018 dwanaście singli różnych artystów osiągnęły szczyt amerykańskiego notowania Billboard, licząc z singlem Eda Sheerana z gościnnym udziałem Beyoncé, a także wersję solową, który już w pod koniec 2017 znalazł się na pierwszym miejscu listy. Kanadyjski raper Drake umieścił na miejscu pierwszym po trzy single („God’s Plan”, „Nice for What” i „In My Feelings”). Najdłużej utrzymującym się na szczycie singlem był utwór „God’s Plan”, który w sumie zajmował miejsce pierwsze przez jedenaście tygodni. 

## Historia notowania
| Data publikacji | Tytuł             | Artysta                             | Źródło |
| --------------- | ----------------- | ----------------------------------- | ------ |
| 3 stycznia      | „Perfect”         | Ed Sheeran i Beyoncé                | [ 1 ]  |
| 6 stycznia      | „Perfect”         | Ed Sheeran i Beyoncé                | [ 2 ]  |
| 13 stycznia     | „Perfect”         | Ed Sheeran i Beyoncé                | [ 3 ]  |
| 20 stycznia     | „Perfect”         | Ed Sheeran                          | [ 4 ]  |
| 27 stycznia     | „Havana”          | Camila Cabello featuring Young Thug | [ 5 ]  |
| 3 lutego        | „God’s Plan”      | Drake                               | [ 6 ]  |
| 10 lutego       | „God’s Plan”      | Drake                               | [ 7 ]  |
| 17 lutego       | „God’s Plan”      | Drake                               | [ 8 ]  |
| 24 lutego       | „God’s Plan”      | Drake                               | [ 9 ]  |
| 3 marca         | „God’s Plan”      | Drake                               | [ 10 ] |
| 10 marca        | „God’s Plan”      | Drake                               | [ 11 ] |
| 17 marca        | „God’s Plan”      | Drake                               | [ 12 ] |
| 24 marca        | „God’s Plan”      | Drake                               | [ 13 ] |
| 31 marca        | „God’s Plan”      | Drake                               | [ 14 ] |
| 7 kwietnia      | „God’s Plan”      | Drake                               | [ 15 ] |
| 14 kwietnia     | „God’s Plan”      | Drake                               | [ 16 ] |
| 21 kwietnia     | „Nice for What”   | Drake                               | [ 17 ] |
| 28 kwietnia     | „Nice for What”   | Drake                               | [ 18 ] |
| 5 maja          | „Nice for What”   | Drake                               | [ 19 ] |
| 12 maja         | „Nice for What”   | Drake                               | [ 20 ] |
| 19 maja         | „This Is America” | Childish Gambino                    | [ 21 ] |
| 26 maja         | „This Is America” | Childish Gambino                    | [ 22 ] |
| 2 czerwca       | „Nice for What”   | Drake                               | [ 23 ] |
| 9 czerwca       | „Nice for What”   | Drake                               | [ 24 ] |
| 16 czerwca      | „Psycho”          | Post Malone featuring Ty Dolla Sign | [ 25 ] |
| 23 czerwca      | „Nice for What”   | Drake                               | [ 26 ] |
| 30 czerwca      | „Sad!”            | XXXTentacion                        | [ 27 ] |
| 7 lipca         | „I Like It”       | Cardi B, Bad Bunny i J Balvin       | [ 28 ] |
| 14 lipca        | „Nice for What”   | Drake                               | [ 29 ] |
| 21 lipca        | „In My Feelings”  | Drake                               | [ 30 ] |
| 28 lipca        | „In My Feelings”  | Drake                               | [ 31 ] |
| 4 sierpnia      | „In My Feelings”  | Drake                               | [ 32 ] |
| 11 sierpnia     | „In My Feelings”  | Drake                               | [ 33 ] |
| 18 sierpnia     | „In My Feelings”  | Drake                               | [ 34 ] |
| 25 sierpnia     | „In My Feelings”  | Drake                               | [ 35 ] |
| 1 września      | „In My Feelings”  | Drake                               | [ 36 ] |
| 8 września      | „In My Feelings”  | Drake                               | [ 37 ] |
| 15 września     | „In My Feelings”  | Drake                               | [ 38 ] |
| 22 września     | „In My Feelings”  | Drake                               | [ 39 ] |
| 29 września     | „Girls Like You”  | Maroon 5 featuring Cardi B          | [ 40 ] |
| 6 października  | „Girls Like You”  | Maroon 5 featuring Cardi B          | [ 41 ] |
| 13 października | „Girls Like You”  | Maroon 5 featuring Cardi B          | [ 42 ] |
| 20 października | „Girls Like You”  | Maroon 5 featuring Cardi B          | [ 43 ] |
| 20 października | „Girls Like You”  | Maroon 5 featuring Cardi B          | [ 44 ] |
| 3 listopada     | „Girls Like You”  | Maroon 5 featuring Cardi B          | [ 45 ] |
| 10 listopada    | „Girls Like You”  | Maroon 5 featuring Cardi B          | [ 46 ] |
| 17 listopada    | „Thank U, Next”   | Ariana Grande                       | [ 47 ] |
| 24 listopada    | „Thank U, Next”   | Ariana Grande                       | [ 48 ] |
| 1 grudnia       | „Thank U, Next”   | Ariana Grande                       | [ 49 ] |
| 8 grudnia       | „Sicko Mode”      | Travis Scott                        | [ 50 ] |
| 15 grudnia      | „Thank U, Next”   | Ariana Grande                       | [ 51 ] |
| 22 grudnia      | „Thank U, Next”   | Ariana Grande                       | [ 52 ] |
| 29 grudnia      | „Thank U, Next”   | Ariana Grande                       | [ 53 ] |